# Banderes municipals de Catalunya
La Llista d'escuts i banderes oficials inclou els símbols utilitzats pels diferents municipis catalans agrupats per comarca.

## Alt Camp
No tenen bandera oficial: Aiguamúrcia, Alcover, Bràfim, Cabra del Camp, Els Garidells, El Milà, Montferri, Mont-ral, Nulles, Querol, La Riba, Rodonyà, Valls, Vilabella, Vila-rodona.

## Alt Empordà
No tenen bandera oficial: Agullana, Biure, Boadella i les Escaules, Borrassà, Cabanelles, Cabanes, Cadaqués, Colera, Darnius, Espolla, El Far d'Empordà, Figueres, Fortià, Lladó, Masarac, Mollet de Peralada, Pontós, El Port de la Selva, Portbou, Rabós, Riumors, Sant Climent Sescebes, Sant Miquel de Fluvià, Sant Pere Pescador, La Selva de Mar, Siurana, Terrades, La Vajol, Ventalló, Viladamat, Vilafant, Vilamaniscle, Vilanant, Vila-sacra.

## Alt Penedès
No tenen bandera oficial: Avinyonet del Penedès, Les Cabanyes, Pacs del Penedès, Pontons, Sant Cugat Sesgarrigues, Sant Llorenç d'Hortons, Sant Martí Sarroca, Sant Quintí de Mediona, Sant Sadurní d'Anoia, Vilafranca del Penedès.

## Alt Urgell
No tenen bandera oficial: Cava, Coll de Nargó, Fígols i Alinyà, Montferrer i Castellbò, Oliana, El Pont de Bar, La Seu d'Urgell, Les Valls de Valira, La Vansa i Fórnols.

## Alta Ribagorça
No tenen bandera oficial: El Pont de Suert, La Vall de Boí, Vilaller.

## Anoia
No tenen bandera oficial: Argençola, Bellprat, El Bruc, Cabrera d'Anoia, Capellades, Carme, Castellfollit de Riubregós, Castellolí, Copons, Els Hostalets de Pierola, Igualada, La Llacuna, Masquefa, Montmaneu, Orpí, Piera, Els Prats de Rei, Pujalt, Sant Cugat Sesgarrigues, Santa Maria de Miralles, La Torre de Claramunt, Vallbona d'Anoia.

## Bages
No tenen bandera oficial: Aguilar de Segarra, Balsareny, Callús, Cardona, Castellbell i el Vilar, Castellgalí, Castellnou de Bages, Fonollosa, Gaià, Manresa, Marganell, Navarcles, Navàs, El Pont de Vilomara i Rocafort, Sallent, Sant Fruitós de Bages, Sant Joan de Vilatorrada, Sant Mateu de Bages, Sant Salvador de Guardiola.

## Baix Camp
No tenen bandera oficial: L'Aleixar, Alforja, Almoster, Arbolí, L'Argentera, Cambrils, Capafonts, Castellvell del Camp, Duesaigües, Maspujols, Montbrió del Camp, Pratdip, Reus, Riudecanyes, La Selva del Camp, Vilaplana.

## Baix Ebre
No tenen bandera oficial: Aldover, Alfara de Carles, L'Ametlla de Mar, Benifallet, Camarles, Deltebre, Paüls, El Perelló, Roquetes, Tivenys, Tortosa, Xerta.

## Baix Empordà
No tenen bandera oficial: Bellcaire d'Empordà, Calonge, Castell-Platja d'Aro, Colomers; Cruïlles, Monells i Sant Sadurní de l'Heura; Fontanilles, Garrigoles, Jafre, Palamós, La Pera, Rupià, Santa Cristina d'Aro, Vilopriu.

## Baix Llobregat
No tenen bandera oficial: Abrera, Castelldefels, Castellví de Rosanes, Collbató, Cornellà de Llobregat, Gavà, Molins de Rei, Olesa de Montserrat, Pallejà, El Prat de Llobregat, Sant Andreu de la Barca, Sant Boi de Llobregat, Sant Esteve Sesrovires, Sant Feliu de Llobregat, Sant Joan Despí, Sant Just Desvern, Torrelles de Llobregat, Vallirana.

## Baix Penedès
No tenen bandera oficial: Albinyana, L'Arboç, La Bisbal del Penedès, Calafell, Masllorenç, El Montmell, Santa Oliva, El Vendrell.

## Baixa Cerdanya
No tenen bandera oficial: Alp, Bellver de Cerdanya, Bolvir, Das, Lles de Cerdanya, Llívia, Riu de Cerdanya, Urús.

## Barcelonès
No tenen bandera oficial: Badalona, Santa Coloma de Gramenet.

## Berguedà
No tenen bandera oficial: Bagà, Berga, Borredà, Capolat, Casserres, Castell de l'Areny, Castellar del Riu, L'Espunyola, Gósol, La Nou de Berguedà, Olvan, La Pobla de Lillet, Puig-reig, Sagàs, Saldes, Santa Maria de Merlès, Vilada, Viver i Serrateix.

## Conca de Barberà
No tenen bandera oficial: L'Espluga de Francolí, Forès, Montblanc, Pira, Pontils, Santa Coloma de Queralt, Sarral, Vilaverd, Vimbodí i Poblet.

## Garraf
No tenen bandera oficial: Olivella, Sant Pere de Ribes, Sitges.

## Garrotxa
No tenen bandera oficial: Maià de Montcal, Olot, Les Planes d'Hostoles, Les Preses, Riudaura, Sales de Llierca, Sant Joan les Fonts, Tortellà, La Vall d'en Bas.

## Garrigues
No tenen bandera oficial: L'Albi, Bovera, Cervià de les Garrigues, L'Espluga Calba, Els Omellons, Els Torms, Vinaixa.

## Gironès
No tenen bandera oficial: Aiguaviva, Bescanó, Bordils, Cassà de la Selva, Celrà, Cervià de Ter, Juià, Llambilles, Medinyà, Quart, Salt, Sant Andreu Salou, Sant Joan de Mollet, Sant Jordi Desvalls, Sant Julià de Ramis, Vilablareix.

## Maresme
No tenen bandera oficial: Alella, Arenys de Mar, Cabrera de Mar, Cabrils, Caldes d'Estrac, Calella, Canet de Mar, Malgrat de Mar, Mataró, Pineda de Mar, Premià de Dalt, Premià de Mar, Sant Vicenç de Montalt, Santa Susanna, Tiana, Tordera, Vilassar de Dalt, Vilassar de Mar.

## Moianès
No tenen bandera oficial: Granera, L'Estany, Moià.

## Montsià
No tenen bandera oficial: Sant Carles de la Ràpita, La Sénia.

## Noguera
No tenen bandera oficial: Àger, Algerri, Alòs de Balaguer, Artesa de Segre, Les Avellanes i Santa Linya, Balaguer, Bellcaire d'Urgell, Camarasa, Castelló de Farfanya, Montgai, Os de Balaguer, Preixens, La Sentiu de Sió, Vallfogona de Balaguer, Vilanova de l'Aguda, Vilanova de Meià.

## Osona
No tenen bandera oficial: Alpens, Folgueroles, Manlleu, Muntanyola, Perafita, Sant Agustí de Lluçanès, Sant Bartomeu del Grau, Sant Martí d'Albars, Sant Pere de Torelló, Sant Sadurní d'Osormort, Sant Vicenç de Torelló, Santa Cecília de Voltregà, Santa Eugènia de Berga, Santa Maria de Besora, Sobremunt, Taradell, Tavertet, Torelló, Vic.

## Pallars Jussà
No tenen bandera oficial: Abella de la Conca, Castell de Mur, Conca de Dalt, Gavet de la Conca, La Pobla de Segur, Salàs de Pallars, Sant Esteve de la Sarga, Talarn.

## Pallars Sobirà
No tenen bandera oficial: Alins, Baix Pallars, Espot, Esterri d'Àneu, Esterri de Cardós, Farrera, la Guingueta d'Àneu, Lladorre, Sort, Tírvia.

## Pla de l'Estany
No tenen bandera oficial: Banyoles, Crespià, Fontcoberta, Vilademuls.

## Pla d'Urgell
No tenen bandera oficial: Barbens, Bell-lloc d'Urgell, Bellvís, Castellnou de Seana, Fondarella, Golmés, Linyola, Mollerussa, el Palau d'Anglesola, el Poal, Sidamon, Torregrossa, Vilanova de Bellpuig.

## Priorat
No tenen bandera oficial: Bellmunt del Priorat, la Bisbal de Montsant, Cabassers, Cornudella de Montsant, Falset, la Figuera, els Guiamets, Marçà, Margalef, el Masroig, el Molar, la Morera de Montsant, Poboleda, Porrera, Pradell de la Teixeta, Torroja del Priorat, la Vilella Alta, la Vilella Baixa.

## Ribera d'Ebre
No tenen bandera oficial: Ascó, Benissanet, Garcia, Miravet, Móra la Nova, la Palma d'Ebre, Rasquera, Tivissa, la Torre de l'Espanyol, Vinebre.

## Ripollès
No tenen bandera oficial: Campdevànol, Camprodon, Gombrèn, Llanars, Planoles, Ribes de Freser, Sant Joan de les Abadesses.

## Segarra
No tenen bandera oficial: Biosca, Estaràs, Granyena de Segarra, Ivorra, Massoteres, Montoliu de Segarra, Montornès de Segarra, les Oluges, els Plans de Sió, Ribera d'Ondara, Sant Ramon, Talavera, Torà, Torrefeta i Florejacs.

## Segrià
No tenen bandera oficial: els Alamús, Albatàrrec, Alcarràs, Alguaire, Almenar, Alpicat, Artesa de Lleida, la Granja d'Escarp, Lleida, Massalcoreig, Montoliu de Lleida, Puigverd de Lleida, Sarroca de Lleida, Seròs, Soses, Sudanell, Torres de Segre, Torre-serona, Vilanova de Segrià.

## Selva
No tenen bandera oficial: Amer, Anglès, la Cellera de Ter, Fogars de la Selva, Maçanet de la Selva, Massanes, Osor, Riudarenes, Sant Hilari Sacalm, Susqueda, Tossa de Mar, Vilobí d'Onyar.

## Solsonès
No tenen bandera oficial: Castellar de la Ribera, la Molsosa, Riner, Solsona.

## Tarragonès
No tenen bandera oficial: Altafulla, la Canonja, Creixell, el Morell, la Nou de Gaià, Perafort, Renau, Tarragona, Vilallonga del Camp, Vila-seca.

## Terra Alta
No tenen bandera oficial: Arnes, Batea, Caseres, el Pinell de Brai, la Pobla de Massaluca, Vilalba dels Arcs.

## Urgell
No tenen bandera oficial: Agramunt, Anglesola, Guimerà, Maldà, Nalec, Ossó de Sió, Puigverd d'Agramunt, Sant Martí de Maldà, Verdú.

## Vall d'Aran
No tenen bandera oficial: Arres, Bausen, es Bòrdes, Bossòst, Canejan, Les, Naut Aran, Vielha e Mijaran, Vilamòs.

## Vallès Occidental
No tenen bandera oficial: Castellbisbal, Sabadell, Sant Cugat del Vallès, Sant Llorenç Savall, Sant Quirze del Vallès, Ullastrell, Vacarisses, Viladecavalls.

## Vallès Oriental
No tenen bandera oficial: Bigues i Riells, Campins, Fogars de Montclús, la Garriga, Granollers, Gualba, Lliçà d'Amunt, Montseny, la Roca del Vallès, Sant Antoni de Vilamajor, Sant Esteve de Palautordera, Sant Feliu de Codines, Sant Fost de Campsentelles, Santa Maria de Palautordera, Vallgorguina, Vilalba Sasserra, Vilanova del Vallès.